# 日光市立大室小学校
日光市立大室小学校（にっこうしりつ おおむろしょうがっこう）は、 栃木県日光市大室にある公立小学校。通称は大室小（おおむろしょう）である。

## 概要
- 敷地内にプール、児童クラブが設備されている。
- クラス換えは原則、3年時と5年時の年度初めの2度行われる。
- 日光でも人口の多い森友や大室を含んでいるため、児童数が日光第3位となっている。

## 沿革

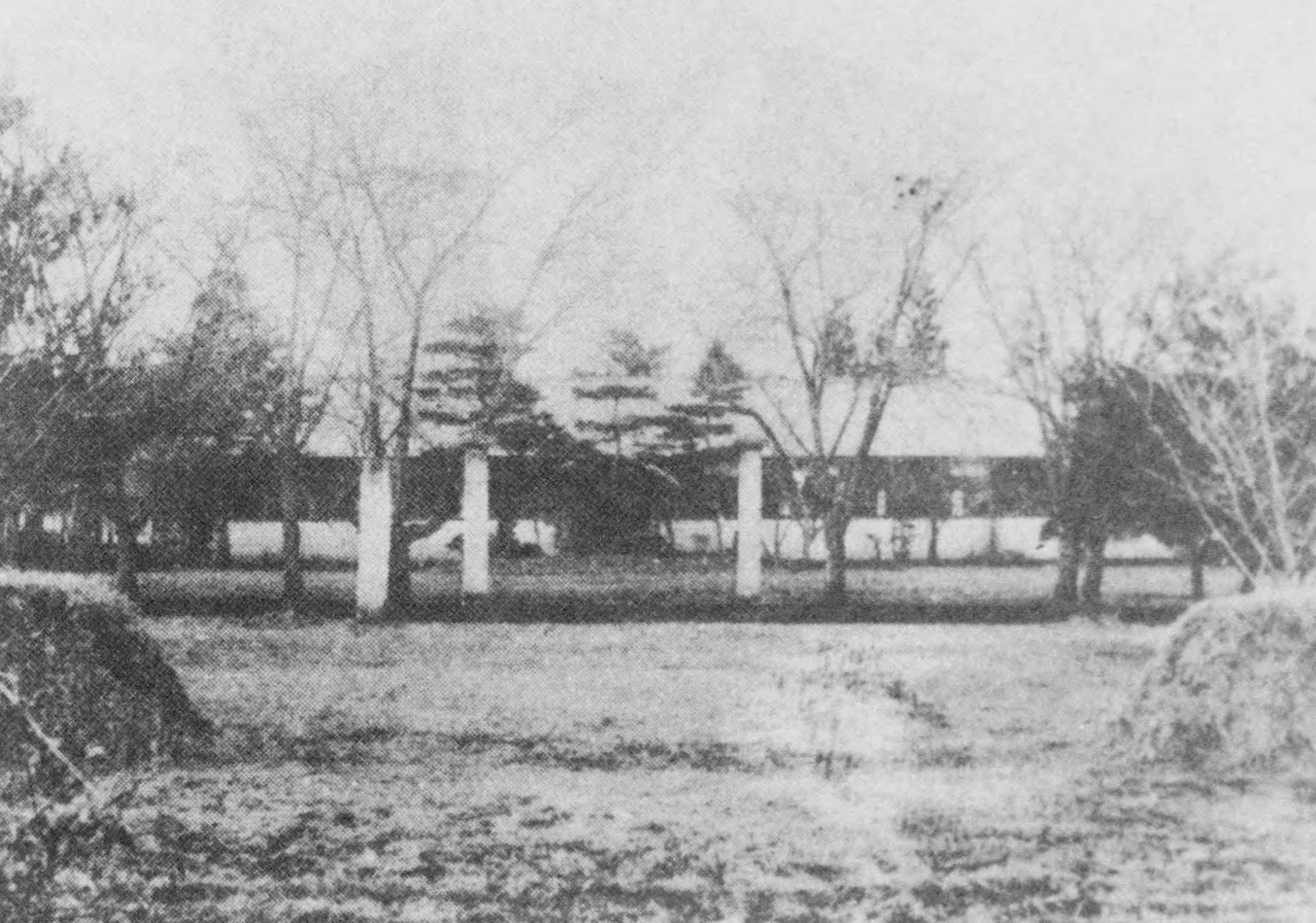
昭和初期の大室小学校（正門前より）

- 1875年（明治8年）3月10日 - 大室村、針貝村、荊沢（おとろざわ）村が連合し、大室村中央野火除に教民舎を開校[1][2]。
- 1878年（明治11年）2月 - 通学区域拡大により教室が不足したため、校舎を増築[3]。
- 1879年（明治12年）
  - 2月23日 - 暴風により校舎が潰滅[1]。
  - 3月31日 - 校舎を再築[1]。
- 1880年（明治13年） - 森友村の来迎寺に分校（教友舎）を開設（1889年まで）[2]。
- 1890年（明治23年）12月27日 - 「大室尋常小学校[2]」に改称[1]。
- 1895年（明治28年）11月15日 - 大室356番地（現在地）に新校舎を落成。尋常補習科を開設[1]。
- 1896年（明治29年）3月23日 - 校舎が全焼[1]。
- 1897年（明治30年）4月7日 - 新校舎および教員住宅を落成[1]。
- 1941年（昭和16年）4月1日 - 国民学校令施行により、「大沢村立大室国民学校」に改称[1]。
- 1947年（昭和22年）4月1日 - 学制改革により、「大沢村立大室小学校」に改称[1]。
- 1954年（昭和29年）11月1日 - 今市市への編入合併により、「今市市立大室小学校」に改称[1]。
- 1955年（昭和30年）3月 - 校舎を増築[4]。
- 1959年（昭和34年）
  - 3月24日 - 給食室を改築し、完全給食を開始[1]。
  - 9月 - 校舎を増築[4]。
- 1962年（昭和37年）
  - 10月3日 - 学校給食優良校として、文部大臣より表彰される[1][5]。
  - 12月20日 - 校歌を制定[1]。
- 1964年（昭和39年）3月 - 体育館を落成[6]。
- 1968年（昭和43年）11月10日 - 全日本よい歯の優良校として表彰される[1]。
- 1974年（昭和49年）12月 - 創立100周年を記念し、野外教室や放送設備を設置、池を造成[1]。
- 1975年（昭和50年）2月5日 - 新校舎を落成[1]。
- 1981年（昭和56年）3月 - 新体育館を落成[4]。
- 1984年（昭和59年）5月20日 - 学校環境緑化コンクールにて全国特選・文部大臣賞を受賞[1]。
- 1990年（平成2年）7月6日 - 学校緑化活動で功績をあげ、内閣総理大臣賞を受賞[1]。
- 1995年（平成7年）3月3日 - 北校舎および新給食室を落成[1]。
- 1997年（平成9年）3月25日 - プールを落成[1]。
- 1999年（平成11年）4月1日 - なのはな学級を開設[1]。
- 2004年（平成16年）1月6日 - 大室みどりっ子児童クラブを開設[1]。
- 2006年（平成18年）3月20日 - 市町村合併により「日光市立大室小学校」に改称[1]。
- 2011年（平成23年）12月6日 - 校舎の改修・耐震工事を実施[1]。
- 2012年（平成24年）2月24日 - 新体育館を落成[1]。

## 委員会
5年生以上が参加する。いずれも2024年度（令和6年度）のもの。
- 体育委員会
- 運営委員会
- 保健給食委員会
- 飼育委員会
- 図書委員会
- 放送委員会
- 緑化委員会

## クラブ活動
4年生以上が参加できる。いずれも2024年度（令和6年度）のもの。
- スポーツクラブ
- 屋内ゲームクラブ
- イラスト・工作クラブ
- パソコンクラブ
- 科学クラブ

## 通学区域
- 日光市
  - 森友の一部
  - 薄井沢の一部
  - 荊沢
  - 大室
  - 芝山
  - 針貝

## 進学先中学校
- 日光市立大沢中学校
- 日光市立今市中学校
- ( 一部日光市立東原中学校)

## アクセス
- 下今市駅から車で15分